# Sigur Rós
I Sigur Rós (pronuncia islandese: ) sono un gruppo musicale post-rock islandese, formatosi a Reykjavík nel 1994.

## Storia del gruppo

### Primi anni (1994-1996)
Il 4 gennaio 1994 il cantante e chitarrista Jón Þór Birgisson, il batterista Ágúst Ævar Gunnarsson e il bassista Georg Hólm diedero vita ai Sigur Rós, il cui nome deriva da quello della sorellina di Birgisson, Sigurrós («rosa della vittoria»), nata qualche giorno prima, il 28 dicembre. Il trio cominciò a registrare il primo album, il quale avrebbe presentato il brano Fljúgðu, che catturò l'attenzione della conterranea Björk, che decise di inserirlo nella raccolta Smekkleysa í hálfa öld (in cui il trio figurava con il nome Victory Rose), atta a celebrare il cinquantesimo anniversario dell'indipendenza islandese.
Dopo questo inizio folgorante si presentarono i primi problemi: innanzitutto economici (lo studio venne pagato riverniciando le pareti), gli studi di Hólm in Inghilterra, gli impegni di Birgisson con un altro gruppo, i Bee Spiders. Inoltre, alla fine delle sessioni di registrazione i brani erano completamente differenti dalle versioni originali. Allora il gruppo prese in considerazione l'ipotesi di ricominciare tutto da capo, ma decise di rinunciare perché l'operazione avrebbe richiesto troppo tempo.

### Von(1997–1998)

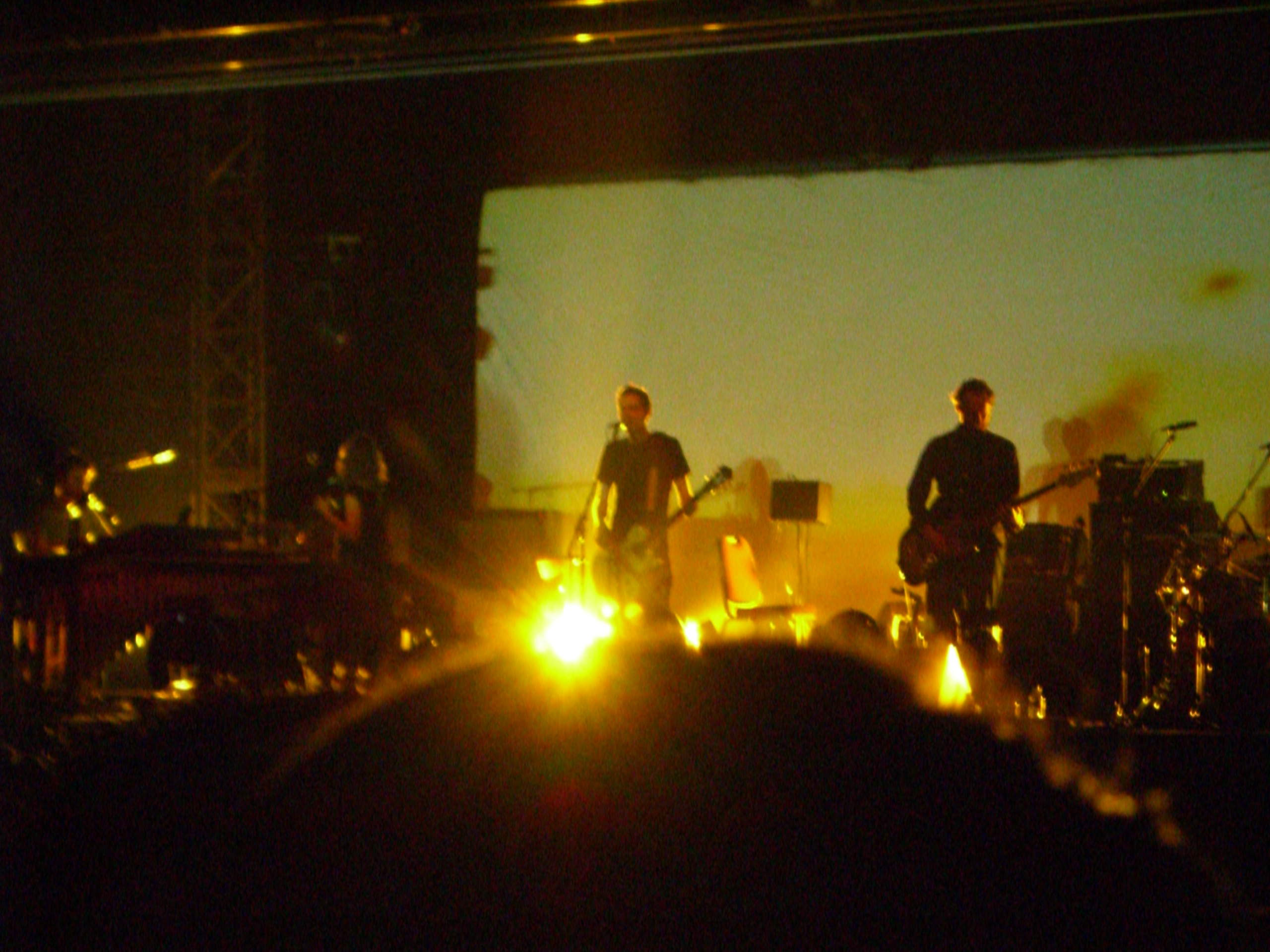
Il gruppo live ad Hong Kong nel 2010.

Dopo circa tre anni spesi a realizzare nuovo materiale, nel settembre 1997 venne dato alle stampe l'album d'esordio Von, distribuito attraverso la Smekkleysa. Le sonorità risultano grezze e poco elaborate, frutto anche dell'ancora scarsa esperienza dei componenti del gruppo, la cui età media all'uscita del disco era di neanche 21 anni. Non mancavano comunque pezzi notevoli quali l'iniziale Sigur Rós, sorta di viaggio ambient tra i vulcani innevati dell'Islanda, Myrkur, che ottenne popolarità in madrepatria, Von e Hafssól, quest'ultimo proposta in maniera costante in quasi tutte le tournée successive. Il disco, uscito inizialmente soltanto in Islanda, venne commercializzato nel resto del mondo solo dopo il successo avuto con il terzo album ( ).
Fu subito un successo per la critica ma le vendite furono scarse. Poco dopo l'uscita di questo album si unì al gruppo il tastierista Kjartan Sveinsson e cominciarono i lavori per il secondo album: i primi risultati vennero subito commentati come «un buon inizio» dai loro stessi amici, e per questo decisero di intitolare così l'album: Ágætis byrjun. Il lavoro però rallentò molto anche a causa dell'uscita dal gruppo di Gunnarsson che decise di intraprendere la carriera di grafico sacrificando la musica. Al suo posto arrivò Orri Páll Dýrason e il gruppo raggiunse la formazione definitiva fino all'abbandono di Sveinsson avvenuto nel 2013. Nel 1998 uscì l'album di remix Von brigði

### Ágætis byrjun(1999-2002)

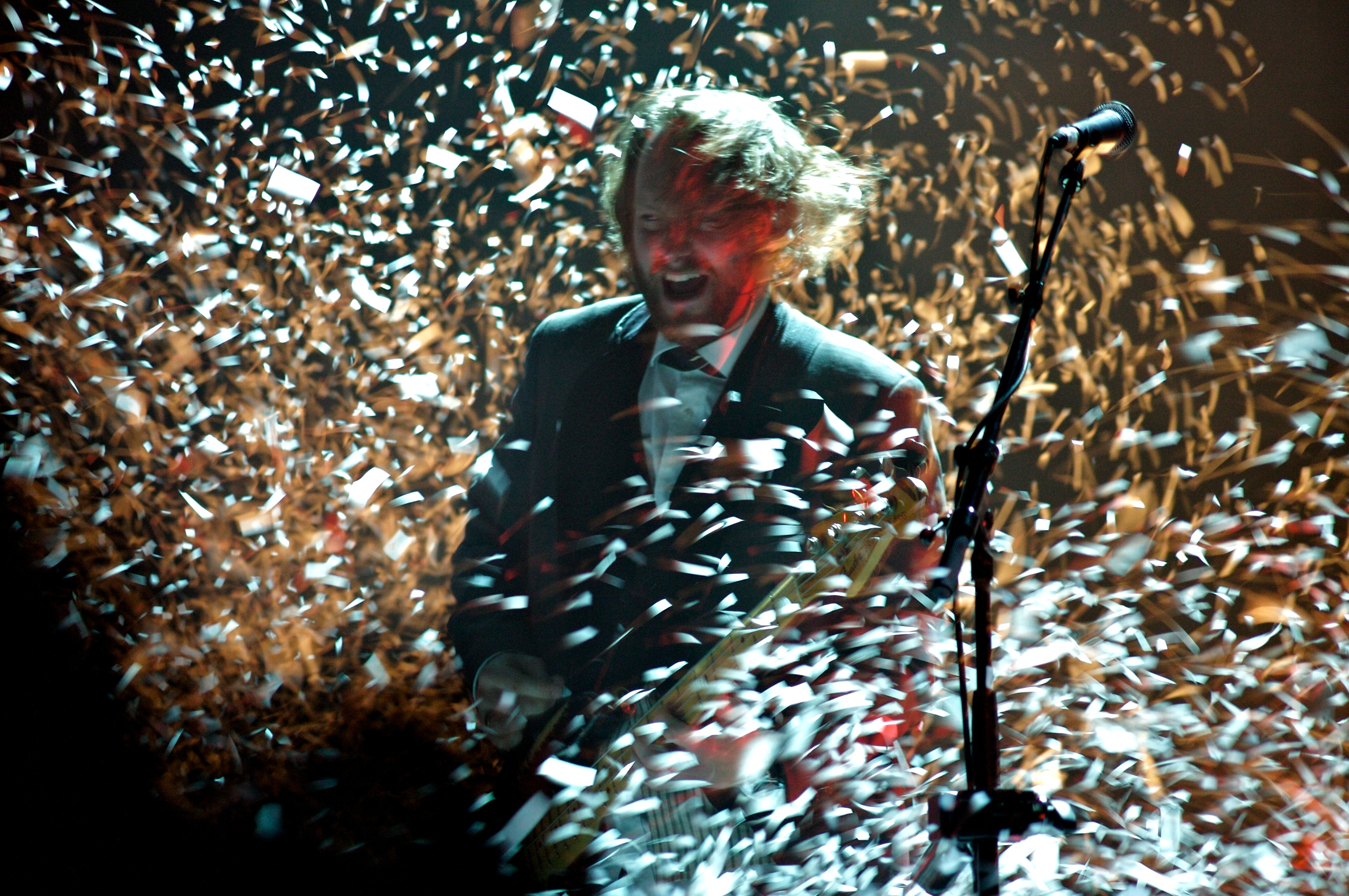
Goggi, Popplagið.

Il secondo album del gruppo, Ágætis byrjun, venne reso disponibile nel giugno 1999 e li portò alla notorietà internazionale. Nel disco viene codificato il caratteristico sound del gruppo, fatto di lunghe suite al limite del mistico, paesaggi sonori che ricordano l'atmosfera della loro terra natia e melodie orchestrali. Nella musica dei Sigur Rós convivono meravigliosamente la voce femminea, quasi bianca, del cantante, e le distorsioni noise delle chitarre.
L'acclamazione della critica e del pubblico fu unanime ed al grande successo in patria seguì quello internazionale. I premi come "Miglior album" e "Miglior gruppo dell'anno" in Islanda furono i primi di una lunga serie. Nel Regno Unito l'album venne ristampato nel 2000 e promosso dai singoli Svefn-g-englar e Ný batterí. Le major statunitensi fecero a gara per accaparrarsi i diritti, ma i Sigur Rós preferirono la libertà al tornaconto economico e firmarono un contratto con la Pias Recordings. Il successo di Ágætis byrjun aprì le porte ai Sigur Rós della grande scena musicale: fecero da spalla ai Godspeed You! Black Emperor e ai Radiohead, si susseguirono inoltre festival e concerti in tutto il mondo dal gennaio 2000 all'ottobre 2001. Il brano Hjartað hamast (bamm bamm bamm) apparve anche come colonna sonora nel film Immortal Ad Vitam di Enki Bilal.
Con i primi soldi guadagnati costruirono uno studio di registrazione a Mosfellsbær, nei dintorni di Reykjavík: un ambiente tranquillo dove poter lavorare serenamente alla nuova opera.
Nel 2002 fu registrato il pezzo orchestrale Odin's Raven Magic, che vide la luce della pubblicazione soltanto nel corso del 2020.

### ( )(2002-2004)
Nel 2002 uscì il terzo album ( ), con il quale il gruppo mostrò un cambio di rotta evidente. L'album comprende otto tracce e 30 secondi di silenzio dividono esattamente a metà l'opera. Ogni metà comprende quindi quattro brani, «le prime solari e ottimistiche, le seconde più oscure e malinconiche» come hanno affermato gli stessi componenti del gruppo. Il suono è minimale e Untitled #1 (Vaka) e Untitled #3 (Samskeyti) sono addirittura senza batteria e percussioni. L'artwork è completamente spoglio, senza testi né crediti. Un'altra particolarità di ( ) risiede anche nei testi, che in realtà non esistono, dato l'esclusivo utilizzo del vonlenska, una lingua artificiale inventata dal gruppo stesso.
Inizialmente, la band aveva intenzione di registrare ( ) in una base dismessa della NATO situata nella parte nord dell'Islanda, ma dopo un sopralluogo non accettò per ragioni di praticità. Poco dopo fu trovato un complesso con una piscina abbandonata ad Álafoss. Il gruppo comprò tale complesso e lo trasformò in uno studio di registrazione, dove incise ( ). Per collocarvi il grande mixer si dovette aprire una parte del tetto e trasportarla con una gru.
Nel tour seguente a ( ) le Amiina, quartetto d'archi formato da compositrici di musica sperimentale, oltre a curare l'apertura dei concerti suonano anche con il gruppo come accompagnamento. Nel 2003 esce il video Untitled #1 (Vaka), scritto e diretto dalla videomaker Floria Sigismondi.
Nel 2004 viene pubblicato un EP del gruppo dal titolo Ba ba ti ki di do per la Geffen Records, nota in passato per aver distribuito lavori dei Guns N' Roses e dei Nirvana.

### Takk...(2005-2006)

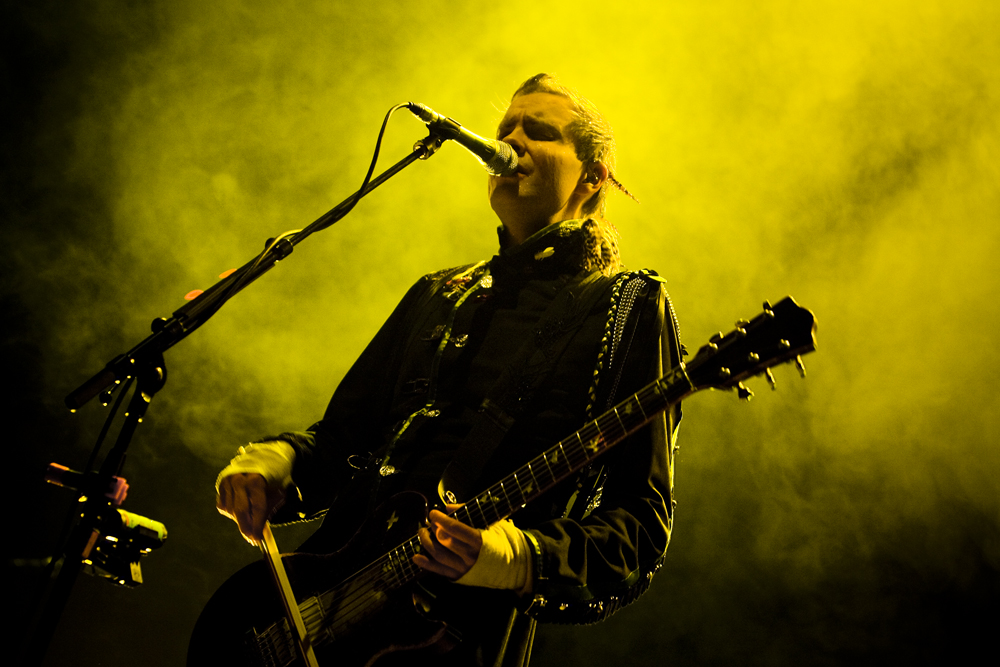
Birgisson in concerto nel 2008

Dopo una lunga attesa a settembre del 2005 è uscito il quarto album della band, Takk..., nel quale si ritorna al cantato in islandese. A livello musicale, risulta più vicino ad Ágætis byrjun che a ( ), grazie a una sonorità più alta della chitarra e a elementi più rock. Il disco è quindi più accessibile dei precedenti, ma il suono dell'album è in ogni caso ben lontano da quello di lavori che la critica è solita catalogare sotto la voce pop rock. Si tratta, non a caso, del primo disco inciso dalla band per una major, la EMI.
Hoppípolla, il primo estratto, è stato pubblicato a novembre in contemporanea con un nuovo remake in studio di Hafsól, una canzone precedentemente pubblicata nell'album di debutto della band del 1997, Von. Il secondo singolo è stato Sæglópur, originariamente previsto per maggio 2006, ma a causa dell'improvvisa richiesta di Hoppípolla è stato postdatato a luglio di quell'anno; all'interno di Sæglópur sono presenti anche tre nuove composizioni: Refur, Ó fridur e Kafari. A luglio 2006 la band ha terminato un tour mondiale con diverse tappe europee, negli Stati Uniti, Canada, Nuova Zelanda, Hong Kong e Giappone. Gli impegni successivi del gruppo sono stati diversi concerti all'aperto gratuiti tenuti in Islanda in luglio e agosto, che sono stati inclusi nel documentario Heima.

### HeimaeHvarf-Heim(2007)

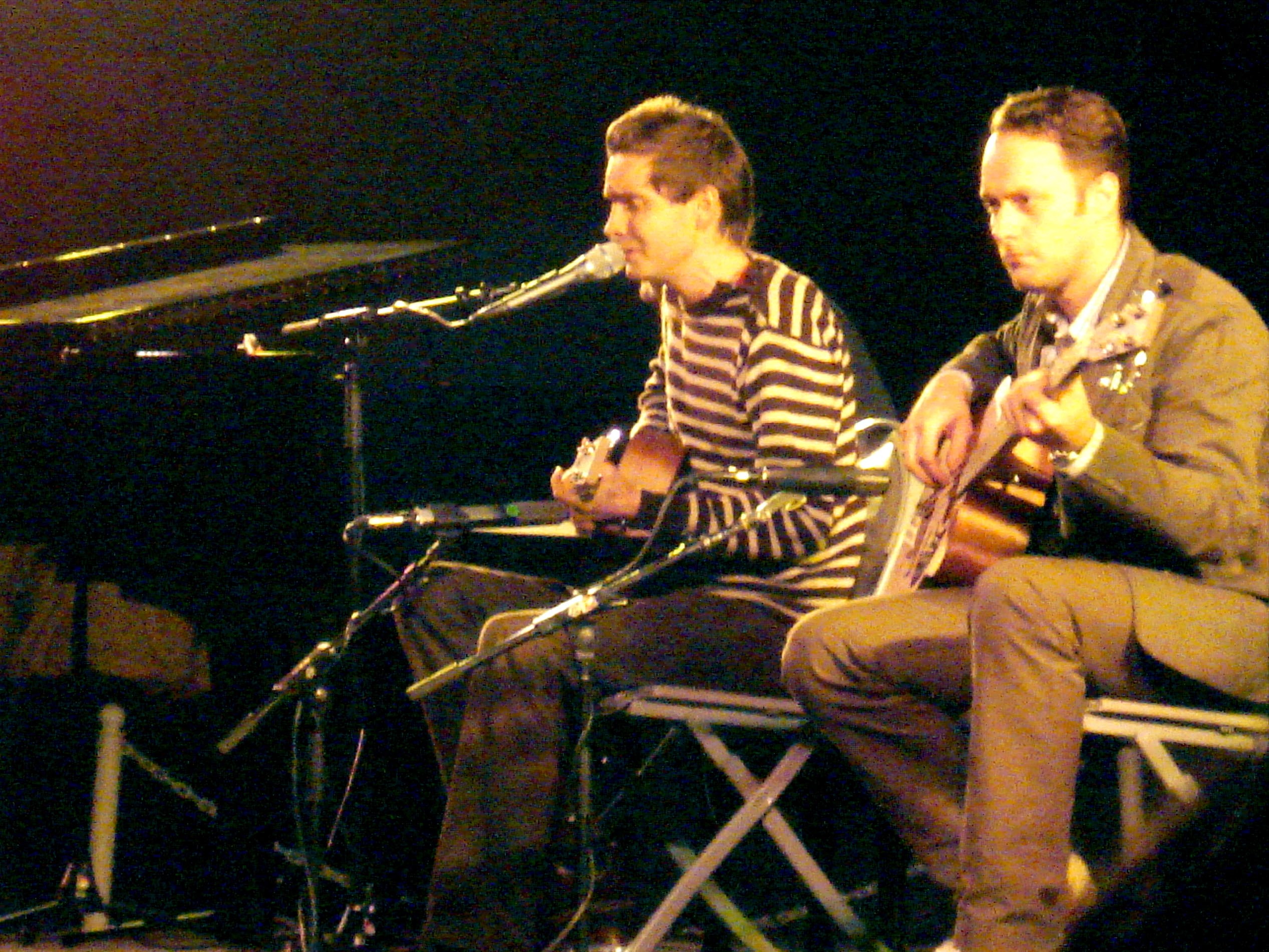
I Sigur Rós a UCLA, mentre suonano qualche canzone acustica prima della visione di Heima.

Nell'agosto del 2007 è stata pubblicata un'edizione limitata DVD+CD della colonna sonora del documentario del 2002 Hlemmur. L'uscita di Hvarf-Heim è programmata per il 5 novembre; si tratta di un doppio album che contiene diverse registrazioni in studio di canzoni inedite Salka, Hljómalind (in passato conosciuta come Rokklagið), Í gær, Von (quest'ultima una rivisitazione del brano presente nel primo album) e Hafsol (in Hvarf) e versioni acustiche delle canzoni Samskeyti, Starálfur, Vaka, Ágætis Byrjun, Heysátan e Von (in Heim).
Nel medesimo giorno è stato pubblicato il DVD Heima, sul tour dell'estate precedente in Islanda. Appena prima dell'album, è stato pubblicato il singolo Hljómalind. Per promuovere il film il gruppo ha programmato una serie di anteprime in diversi posti del mondo, e ogni data include una performance acustica e una serie di domande e risposte.

### Með suð í eyrum við spilum endalaust(2007-2008)

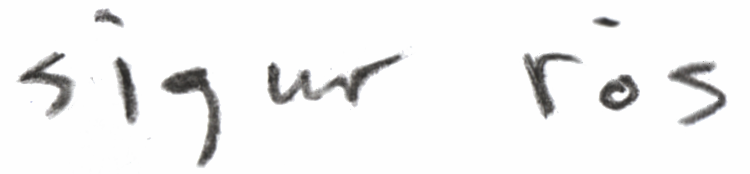
un altro logo del gruppo usato dal 2008.

Nel novembre del 2007 la rivista NME ha affermato che la band era in fase di registrazione del loro quinto album in studio insieme al produttore Flood. Il batterista Dýrason disse che l'album era previsto per la fine del 2008, mentre la band aveva già registrato qualche pezzo e ultimato la scrittura dei brani.
Alla fine di febbraio 2008 il gruppo, insieme a Flood, ha registrato le basi per il futuro album; degli undici brani registrati, uno è stato eseguito di fronte a un pubblico ristretto in occasione della festa di chiusura del locale Sirkus a Reykjavík. L'uscita dell'album è programmata per il 23 giugno. Riguardo alle sonorità affrontate, è stato rivelato che avrebbe preso una piega differente rispetto al passato, comprendendo meno strumenti ad arco e più chitarre. Anche i testi sarebbero risultati più comprensibili, con uno (quello per All Alright) prevalentemente in lingua inglese.
Il 24 aprile 2008 si sono svolte le sessioni di registrazione presso gli Abbey Road Studios di Londra, durante il quale hanno preso parte un coro di ragazzi e un'orchestra di 67 strumenti. Il 27 maggio sono stati rivelati titolo, Með suð í eyrum við spilum endalaust, e data di uscita, fissata al 23 giugno 2008, mentre il giorno seguente è stato reso disponibile il primo singolo Gobbledigook insieme al relativo video musicale.
Rispetto agli album precedenti, Með suð í eyrum við spilum endalaust contiene diverse novità: la prima parte rivela una solarità e delle sonorità pop finora sconosciute al gruppo, sublimate con il pezzo Við spilum endalaust, mentre la parte centrale ritorna sulle sonorità più classiche del gruppo, con tempi dilatati e il consueto cantato etereo di Birgisson, che fa da preludio alla parte finale dell'album più intima e raccolta.

### ValtarieKveikur(2012-2016)

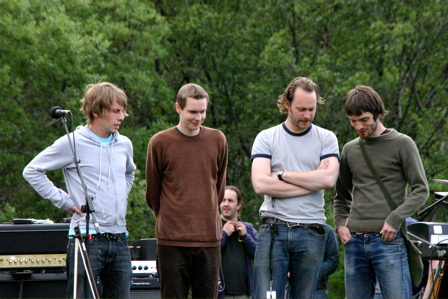
Il gruppo in Islanda durante la registrazione di Heima

Nel maggio 2012 i Sigur Rós hanno pubblicato il sesto album Valtari, distribuito inizialmente il Giappone il 23 e seguito il 28 e 28 di tale mese nel resto del mondo. Al fine di promuovere il disco sono stati estratti come singoli Ekki múkk e Varúð. Il successivo tour promozionale ha visto il gruppo esibirsi senza il tastierista Sveinsson, sostituito da Ólafur Björn Ólafsson all'oboe e alle tastiere e da Kjartan Dagur Hólm alla chitarra. Il 25 gennaio 2013 è stato rivelato che Sveinsson ha ufficialmente abbandonato la formazione dopo 15 anni di permanenza per dedicarsi a progetti personali.
Il 22 marzo 2013 il trio ha rivelato il settimo album Kveikur, la cui uscita è avvenuta il 17 giugno seguente. Contemporaneamente all'annuncio è stato presento il primo singolo Brennisteinn insieme al relativo video diretto da Andrew Thomas Huang. Un ulteriore singolo è stato Ísjaki, pubblicato il 25 aprile e accompagnato da un lyric video.
Kveikur rappresenta uno stile musicale diverso per il gruppo. Accantonati in gran parte gli elementi ambient del disco precedente, i nove brani del settimo album presentano melodie più oscure, pesanti e più vicine al post-rock, sfiorando l'industrial, come ad esempio in Brennisteinn o nella title track; il solo pezzo conclusivo (la strumentale Var) presenta sonorità simili all'album ( ).

### Óveður, la serieLiminale ristampe (2016-2022)
Nel 2016 pubblicano il singolo inedito Óveður, di cui alcune parti sono state impiegate come colonna sonora di un viaggio lungo 24 ore sulla Hringvegur, trasmesso in diretta dalla TV islandese.
Nell'ottobre 2018 Orri Páll Dýrason ha abbandonato la formazione a seguito di accuse di stupro da parte di una ragazza di Los Angeles che afferma di essere stata violentata cinque anni prima presso un club dove lavorava. Tra il 2018 e il 2019 Jónsi, in collaborazione con altri artisti, ha dato il via alla serie di album ambient intitolati Liminal che includono remix e rielaborazioni di brani dei Sigur Rós.
Nel 2019 è uscita una riedizione di Ágætis byrjun che include materiale extra come prime versioni dei brani e altro materiale inedito del tempo. A ruota nel 2022 è stata distribuita una nuova edizione di ( ) comprensiva di materiale aggiuntivo e b-side dell'epoca.

### Átta(2022-presente)
Il 15 febbraio 2022 è stato annunciato il ritorno di Kjartan Sveinsson in formazione, ritornata pertanto un trio, per la realizzazione di nuovo materiale atto a comporre l'ottavo album in studio. Una settimana più tardi i Sigur Rós hanno rivelato l'intenzione di intraprendere una nuova tournée mondiale, la prima a distanza di cinque anni, tenendo la tappa nordamericana tra aprile e giugno e successivamente quella europea nell'autunno dello stesso anno. Durante la tournée il gruppo ha eseguito materiale tratto dai vari album accompagnato da brani inediti.
Il 16 giugno 2023 è stato pubblicato l'ottavo album Átta, anticipato pochi giorni prima dal singolo Blóðberg. Le sonorità risultano maggiormente orchestrali e ambient, con un uso limitato della batteria. Il trio per promuovere l'album si imbarca in un tour che tocca Stati Uniti d'America e vari stati europei; alcune tappe selezionate hanno visto la partecipazione di un'orchestra di quaranta elementi.

## Caratteristiche musicali
Tra le caratteristiche che contraddistinguono i Sigur Rós, è senz'altro la lingua utilizzata in numerose delle loro canzoni, il cosiddetto "hopelandic" (in islandese vonlenska, dal nome dell'album), un linguaggio inventato esente da messaggi, che Birgisson è solito utilizzare ritenendo la voce come un ulteriore strumento musicale.
Inoltre, per suonare la chitarra, Birgisson utilizza un archetto di violoncello, abitudine probabilmente nata quando un giorno, Àgúst (l'ex-batterista) ne ricevette uno per il suo compleanno e Georg provò a usarlo per il suo basso, ma poiché il suono era pessimo, lo provò sulla sua chitarra, il che diede risultati migliori. Da quel momento usa l'archetto in ogni concerto.

## Formazione
Attuale
- Jón Þór Birgisson – voce, chitarra, sintetizzatore, basso, armonica a bocca, banjo (1994-presente)
- Georg Hólm – basso, xilofono, tastiera, cori (1994-presente)
- Kjartan Sveinsson – pianoforte, tastiera, chitarra, flauto, organo, voce, banjo, oboe (1999-2013, 2022-presente)

Turnisti
- Ólafur Björn "Óbó" Ólafsson – tastiera, oboe, tromba (2012-2013, 2022-presente), batteria, percussioni (2022-presente)

Ex componenti
- Ágúst Ævar Gunnarsson – batteria, percussioni (1994-1999)
- Orri Páll Dýrason – batteria, percussioni, tastiera (1999-2018)

## Discografia

### Album in studio
- 1997 – Von
- 1999 – Ágætis byrjun
- 2002 – ( )
- 2005 – Takk...
- 2008 – Með suð í eyrum við spilum endalaust
- 2012 – Valtari
- 2013 – Kveikur
- 2023 – Átta

### Album di remix
- 1998 – Von brigði
- 2017 – Liminal Remixes

### Album dal vivo
- 2011 – Inni

### Raccolte
- 2007 – Hvarf-Heim